# Rezerwat przyrody Las Pęcherski
Rezerwat przyrody Las Pęcherski – leśny rezerwat przyrody położony w gminie Piaseczno, w uroczysku Pęchery na terenie Chojnowskiego Parku Krajobrazowego. Utworzony na powierzchni 14,99 ha w 1989 roku.
Celem szczególnej ochrony jest zespół grądowy, uzupełniony przez bór mieszany z 120–150-letnią sosną. Rezerwat jest jednym z najmniej przekształconych przez człowieka obszarów w Lasach Chojnowskich.